# Казанско царство
Казанското царство (на руски: Казанское царство, Земля Казанская) е държавна образувание, кротковременно съществувало в съюз с Руското царство.

## История
След опитите да се постави начело на Казан верен на Москва хан, Иван IV предприема серия от военни кампании срещу ханството. Първите две не се увенчават с успех, и през 1552 г. руският цар обсаждал за трети път столицата на ханството. След взривяването на градските стени, с помощта на поставен в тайно подкопани проходи барут, Казан е взет с щурм, значителна част от населението е изклано, а самият град е опожарен. Казанското ханство престава да съществува и в по-голямата си част Средното Поволжие е свързано с Русия. В памет на превземането на Казан и победата над Казанското ханство, по заповед на Иван Грозни, на Червения площад в Москва е построена катедралата „Св. Василий“.
След превземането на Казан и до териториалните държавни реформи на Петър I през 1708 г. завладяното ханство става така нареченото Казанско царство в състава на руската държава, оглавявано от руския цар, който получава титлата Цар Казански. Царството се администрира от така наречения Казански приказ в Москва. Новосъздадената Казанска архиепископия веднага застава на третото по важност място в Руската православна църква.